# Науэ, Георг
Георг Науэ (нем. Georg Naue; XIX век — XX век) — немецкий яхтсмен, серебряный призёр летних Олимпийских игр 1900.
На Играх на яхте Aschenbrödel участвовал в двух гонках — в открытом классе и второй среди яхт водоизмещением 1—2 тонны. В первой гонке его команда заняла второе место, получив серебряные медали. Во второй они стали чемпионами, однако МОК не упоминает Науэ в списке медалистов в этом соревновании, поэтому формально он получил только одну медаль.